# Манчестер (Канзас)
Манчестер (енгл. Manchester) град је у америчкој савезној држави Канзас.

## Демографија
По попису из 2010. године број становника је 95, што је 7 (-6,9%) становника мање него 2000. године.
| Група             | 2000.      | 2010.      |
| Белци             | 93 (91,2%) | 88 (92,6%) |
| Афроамериканци    | 1 (1,0%)   | 0 (0,0%)   |
| Азијати           | 0 (0,0%)   | 0 (0,0%)   |
| Хиспаноамериканци | 1 (1,0%)   | 1 (1,1%)   |
| Укупно            | 102        | 95         |